# Джим Старлін
Джеймс П. Стерлін (англ. Dan Slott, 9 жовтня 1949) — американський художник і сценарист коміксів. Він почав свою кар'єру ще на початку 1970-х років, найбільш відомий розповідями у жанрі космічної опери; які показали та ввели таких персонажів коміксів Marvel як: Капітан Марвел та Адам Ворлок; і створив або спів-створив таких персонажів Marvel як: Танос, Дракс Руйнівник, Ґамора і Шан-Чі з майстрами Кунг-Фу. Пізніше, для DC Comics, він створив образи (намалював) багатьох культових персонажів, особливо лиходія Дарксайда та інших персонажів з «Четвертого Світу Джека Кірбі». Для Epic Illustrated він створив свого власного персонажа, англ. Dreadstar.

## Нагороди
- 1973: Виграв нагороду «Outstanding New Talent» Shazam Award, з Волтом Сімонсоном
- 1974: Номінований за «Superior Achievement by an Individual» Shazam Award
- 1975: Виграв нагороду «Favorite Pro Penciller» Comic Fan Art Award
- 1975: Отримав Inkpot Award
- 1977: Номінований за «Favourite Comicbook Artist» Eagle Award
- 1978:
  - Виграв нагороду «Favourite Single Story» Eagle Award, за Avengers Annual #7: The Final Threat
  - Виграв нагороду «Favourite Continued Story» Eagle Award, за Avengers Annual #7 / Marvel Two-in-One Annual #2
  - Номінований за «Favourite Artist» Eagle Award
  - Номінований за «Best Comic» British Fantasy Award, за Avengers Annual #7: The Final Threat
- 1979: Номінований за «Best Comic» British Fantasy Award, за Among the Great Divide (The Rampaging Hulk #7), з Стівом Ґербером та Бобом Вайсеком
- 1986:
  - Виграв нагороду «Best Long Story» Haxtur Award, за Dreadstar
  - Отримав Bob Clampett Humanitarian Award, спільно з Берні Врайтсоном
- 1992:
  - Виграв нагороду «Best Script» Haxtur Award, за Silver Surfer #1–5
  - Номінований за «Best Long Story» Haxtur Award, за Silver Surfer #1–5, разом з Роном Лімом
- 1993:
  - Номінований за «Best Script» Haxtur Award, за Deeply Buried Secrets (Silver Surfer #12)
  - Номінований за «Best Short Story» Haxtur Award, за Deeply Buried Secrets (Silver Surfer #12), разом з Роном Лімом
- 1995:
  - Номінований за «Best Short Story» Haxtur Award, за Daredevil/Black Widow: Abattoir, разом з Джоє Чіодом
  - Номінований за «Best Cover» Haxtur Award, за Breed #6
- 2005: Отримав нагороду «Author That We Loved» від Haxtur
- 2014: Inkwell Awards Special Ambassador (August 2014 — present)
- 2017: Eisner Award Hall of Fame

## Коміксографія

### Marvel Comics
- Adventure into Fear (Man-Thing) #12 (художник, 1973)
- Amazing Adventures, vol. 2, #17 (Beast feature, 2-pages only) (художник, 1973)
- The Amazing Spider-Man #113–114 (художник, 1972); #187 (художник, 1978)
- Astonishing Tales (Ka-Zar) #19 (художник, з Деном Адкіксом, 1973)
- The Avengers #107 (художникalog with George Tuska, 1972); Annual #7 (сценарист/художник, 1977)
- Book of the Dead (Man-Thing), міні-серія, #3 (художник, 1994)
- Captain Marvel #25–34 (full art); #36 (3-pages only) (сценарист/художник, 1973–74)
- Captain Marvel vol. 4 #11, 17–18 (художник, 2000–01)
- The Cat #4 (з Аланом Веїссом) (художник, 1973)
- Conan the Barbarian #64 (художник, 1976)
- Daredevil #105 (художник, з Доном Геком, 1973)
- Daredevil/Black Widow: Abattoir (graphic novel) (сценарист, 1993)
- Deadly Hands of Kung-Fu #1–2, 15 (сценарист/художник, 1974–75)
- Doctor Strange #23–26 (сценарист/художник, 1977)
- Dracula Lives #2 (художник з Сидом Шоресом, 1973)
- Dreadstar #1–26 (сценарист/художник, 1982–86)
- Epic Illustrated #1–9 (Metamorphosis Odyssey); #14, #15 (Dreadstar), #22, #34 (сценарист/художник, 1980–86)
- Ghost Rider, vol. 2, #35 (художник, 1979)
- Giant-Size Defenders #1 (nine-pages only), #3 (художник, 1975)
- Heroes for Hope (сценарист/художник задньої обкладинки, 1985)
- The Incredible Hulk vol. 2 #222 (художник, 1978)
- Infinity Abyss, міні-серія, #1–6 (сценарист/художник, 2002)
- The Infinity Crusade, міні-серія, #1–6 (сценарист, 1993)
- Infinity Entity, міні-серія, #1–4 (сценарист, 2016)
- Рукавиця нескінченності (англ. The Infinity Gauntlet) міні-серія #1–6 (сценарист, 1991)
- The Infinity War міні-серія #1–6 (сценарист, 1992)
- Iron Man #55–56 (художник, 1973)
- Journey into Mystery (vol. 2) #1, 3 (художник, 1972–73)
- Marvel Fanfare #20–21 (сценарист/художник, 1985)
- Marvel Feature #11–12 (художник, 1973)
- Marvel Graphic Novel #1 (The Death of Captain Marvel), #3 (Dreadstar) (сценарист/художник, 1982); #27 (The Incredible Hulk and the Thing: The Big Change (сценарист, 1987)
- Marvel Premiere (Doctor Strange) #8 (художник, 1973)
- Marvel Preview (Thor) #10 (художник, 1977)
- Marvel: The End, міні-серія, #1–6 (сценарист/художник, 2003)
- Marvel Two-in-One Annual #2 (сценарист/художник, 1977)
- Master of Kung-Fu #17, 24 (1974–75)
- Punisher P.O.V., міні-серія, #1–4 (сценарист, 1991)
- The Punisher: The Ghosts of Innocents (сценарист, 1993)
- The Rampaging Hulk #4 (сценарист/художник, 1977), #7 (Man-Thing feature) (художник, 1978)
- Savage Tales #5 (penciller, 1974)
- Shadows & Light #2 (Doctor Strange feature) (сценарист/художник, 1998), #3 (Werewolf By Night feature) (сценарист, 1998)
- Silver Surfer, vol 3, #34–38,40-48, 50 (сценарист, 1990–91)
- Silver Surfer: Homecoming original graphic novel (сценарист, 1991)
- The Silver Surfer/Warlock: Resurrection #1–4 (сценарист/художник, 1993)
- Spaceknights #1–5 (сценарист, 2000–01)
- Special Marvel Edition (Shang-Chi) #15–16 (title changes to Master of Kung Fu) (1973–74)
- Strange Tales (Warlock) #178–181 (сценарист/художник, 1975)
- Thanos #1–6 (сценарист/художник, 2003–04)
- Thanos Annual #1 (сценарист, 2014)
- Thanos: The Infinity Finale (graphic novel) (сценарист, 2016)
- Thanos: The Infinity Relativity (graphic novel) (сценарист/художник, 2015)
- Thanos: The Infinity Revelation (graphic novel) (сценарист/художник, 2014)
- Thanos vs. Hulk, міні-серія, #1–4 (сценарист/художник, 2015)
- The Thanos Quest, міні-серія, #1–2 (сценарист, 1990)
- Thor, vol. 2, #37 (художник, 2001)
- Warlock #9–15 (сценарист/художник, 1975–76)
- Warlock and the Infinity Watch #1–31 (сценарист, 1992–94)
- X-Factor Special: Prisoner Of Love (сценарист, 1990)